# Severgreen
Severgreen (дословно Севергрин) је девети студијски албум хрватске поп певачице Северине, објављен 2004. у Хрватској у издању Далас Рекордс. У раду на албуму учествовали су многи музичари, међу којима су Мило Ставрос, Арсен Дедић, Фарук Бубљубашић, Бранимир Михаљевић, Матија Дедић и сама Северина, која је написала пет песама.
Албум садржи десет песама, од којих су три објављене као синглови. Песма "Бојате Бане Бушки" објављена је као сингл за радио станице, док је песма "Хрватица" објављена као најавни сингл, а песма "Адам и Сева" као последњи сингл. Сам назив албума је игра речи Северина и евергрин
За разлику од претходног студијског албума Поглед сопод обрва, овај албум није подржан промотивном турнејом по земљама региона. Ипак, песме „Адам и Сева“, „Што ме сад питаш шта ми је“ и „Туге од сна“ уврштене су на сет листу турнеја Тридесете 2008. и Добродошао у клуб 2013. године.

## Позадина
Након што је 2002. истекао уговор са Кроација Рекордс-ом, исте године је потписала дугогодишњи ексклузивни уговор са Далас Рекордс-ом за пет албума.  Крајем године објавила је уживо албум Вирујен у те (најбољи уживо!), који је касније награђен за најпродаванији уживо албум, продат у више од 20.000 примерака.  Године 2003. добила је улогу у представи „Каролина Ријечка“, где се показала као одлична глумица. Крајем године почиње рад на новом студијском албуму.

## Контроверзе
Северина је искористила сукоб са репером Едом Маајком и у песми га назвала „Хрватица“; део посвећен реперу гласи: „Хрватски репери, дигните мало хајку, овај кухар вам узео пос'о, дјеца слушају криву Маајку“. Ни познати репер није јој остао дужан и посветио јој је песму „Северина” са албума Стиго ћумур из 2006. године.
Због скандала са порно снимком, Северина није наступала више од шест месеци, све док, на наговор дискографске куће Далас Рекордс, није пристала да у октобру исте године промовише албум у позоришту Керемпух.

## Издавање
Након што је сингл "Бојате Бане Бушки" почетком августа 2004. послат радио станицама широм Хрватске и Словеније. Средином месеца изашао је и у ЦД формату, где је поред насловне песме био и инструментал и кратки филм аутора Пеђе Личине „Гдје је нестала Словенија?“ . У октобру исте године изашао је други сингл „Хрватица“. 4. октобра 2004. године албум је објављен у стандардном ЦД формату, као и у специјалном издању са албумом Вирујен у те (најбољи уживо!) и синглом "Бојате Бане Бушки".

## Списак песама
| №   | Назив                       | Трајање |  |
| 1.  | Адам и Сева                 | 3:34    |  |
| 2.  | Брош                        | 4:26    |  |
| 3.  | Хрватица                    | 4:12    |  |
| 4.  | Нит' с тобом, нит' без тебе | 4:24    |  |
| 5.  | Сама на сцени               | 3:25    |  |
| 6.  | Бојате Бане Бушки           | 4:02    |  |
| 7.  | Ма дај                      | 4:18    |  |
| 8.  | Туге од сна                 | 3:42    |  |
| 9.  | Из главе                    | 4:08    |  |
| 10. | Шта ме сад питаш шта ми је  | 4:42    |  |

## Комерцијални успех
Са 13.000 примерака, који су пуштени у продају првог дана је имао најбоље издање у историји Далас-а у Хрватској, а већ првог дана продато неколико хиљада.  У Словенији је албум дебитовао на другом месту, иза албума групе Карма Мало помало. Албум је у СЦГ издао City Records.
Праћен је спотовима за "Адам и Сева" и "Хрватица".

## Обраде
Хрватица – I'm Slave 4 U (Бритни Спирс)

## Топ листе
| Топ листа (2004.) | Место |
| ----------------- | ----- |
| Хрватска          | 1     |
| Словенија         | 2     |

## Сертификати
| Држава    | Сертификација |
| --------- | ------------- |
| Хрватска  | златни        |
| Словенија | златни        |